# Владимировка (Амурская область)
Влади́мировка — село в Благовещенском районе Амурской области России. Входит в состав Усть-Ивановского сельсовета.

## География
Село Владимировка — спутник города Благовещенск, расположен на левом берегу реки Зея напротив областного центра. Автомобильное сообщение — по мосту.
От Владимировки на восток идёт дорога к селу Волково и далее к Тамбовке, а на юг — к посёлку Заречный и к селу Каникурган.
Административный центр Усть-Ивановского сельсовета село Усть-Ивановка стоит на левом берегу Зеи в 5 км выше Владимировки.
Гидрография района представлена рекой Зея (исторически левый приток реки Амур), небольшой частью озера Второе Владимирское. 

## Население
| 2002 | 2010  | 2012  | 2013 | 2014 | 2015 | 2016 |
| ---- | ----- | ----- | ---- | ---- | ---- | ---- |
| 322  | ↗558  | ↗578  | ↗624 | ↗746 | ↗838 | ↗883 |
| 2017 | 2018  | 2021  |      |      |      |      |
| ↗977 | ↗1031 | ↗1343 |      |      |      |      |

## Экономика
Сельскохозяйственные предприятия Благовещенского района.